# Els Quatre Gats
Els Quatre Gats ("I quattro gatti") fu un ostello inaugurato a Barcellona nel 1897, ma durante i sei anni della sua vita venne anche adibito a birreria, ristorante, luogo per spettacoli di cabaret, divenendo uno dei punti di incontro principali per gli esponenti del modernismo catalano.
Era ubicato nel carrer Montsió al piano terra della Casa Martí, un edificio modernista opera di Josep Puig i Cadafalch. Tra i finanziatori e frequentatori più illustri del locale c'erano Santiago Rusiñol, Ramon Casas e Miquel Utrillo che, insieme a Pere Romeu, formavano i cosiddetti Quatre Gats.
Els Quatre Gats venne così a rappresentare per Barcellona ciò che Le Chat noir era per Parigi, in quanto nel locale vennero realizzate esposizioni d'arte (le prime due esposizioni individuali di Picasso ebbero luogo nel febbraio e nel luglio del 1900).
Oggi il locale è adibito a ristorante nel quale si possono ammirare sia le decorazioni che le foto e i disegni dell'epoca. All'interno del locale sono state girate alcune scene del film Vicky Cristina Barcelona di Woody Allen.